# Helina interaesta
Helina interaesta är en tvåvingeart som beskrevs av Kai Yun Guan 2004. Helina interaesta ingår i släktet Helina och familjen husflugor. Inga underarter finns listade i Catalogue of Life.